# لال مرغ
لال مرغ (به لاتین: Lal Margh) یک منطقهٔ مسکونی در افغانستان است که در ولسوالی خواهان واقع شده‌است.